# Neolophonotus stannus
Neolophonotus stannus är en tvåvingeart som först beskrevs av Ricardo 1925.  Neolophonotus stannus ingår i släktet Neolophonotus och familjen rovflugor.
Artens utbredningsområde är Malawi. Inga underarter finns listade i Catalogue of Life.